# Walerian Czajkowski
Walerian Czajkowski (ur. 23 października 1925, zm. 20 maja 1993) – polski rolnik, Sprawiedliwy wśród Narodów Świata.

## Życiorys
Walerian Czajkowski był synem Andrzeja i Anny Czajkowskich. Mieszkał w rodzinnym gospodarstwie rolnym w Zręcinie w okolicy Krosna. Miał siostrę Bronisławę i brata Jana. Sąsiadami rodziny Czajkowskich była żydowska rodzina Lipinerów, której senior Ignacy prowadził sklep i gospodarstwo rolne. Uciekając przed prześladowaniami, Ignacy poprosił Czajkowskich o schronienie w 1942 r. Niedługo potem dołączyła do niego żona Chaja razem z córką Erną, które wyszły ze krośnieńskiego getta razem z grupą pracowników. Czajkowscy użyczyli schronienia również zbiegłej z rzeszowskiego getta Sonii Lipiner, właścicielowi masarni w Krośnie Józefowi Bajtowiczowi, braciom Bergman oraz Haskielowi Morgensternowi. W obawie o bezpieczeństwo ukrywanych, Walerian razem z ojcem Andrzejem i dziadkiem Szymonem Czajkowskim zbudowali dodatkową ścianę w stajni, za którą na 9 specjalnie zbudowanych piętrowych łóżkach mogli ukryć się prześladowani. Gospodarstwo Czajkowskich było przeszukiwane przez gestapo dwa razy, jednak nie znaleziono śladów Żydów, którzy ukrywali się 2,5 roku. W ostatnich miesiącach ukrywania obok gospodarstwa Czajkowskich zakwaterowano grupę kilkudziesięciu żołnierzy. 8 września 1945 r., po wyzwoleniu regionu przez Armię Czerwoną Żydzi mogli opuścić kryjówkę.
Walerian Czajkowski został odznaczony medalem Sprawiedliwy wśród Narodów Świata 24 lutego 1988 r. Razem z nim uhonorowano również jego siostrę Bronisławę Lipińską z d. Czajkowską. Wcześniej, w 1963 r. uhonorowani zostali dziadkowie Waleriana Bronisława i Szymon razem z Andrzejem Czajkowskim, ojcem Waleriana.

### Ukrywani[3][1]
- Józef Brajtowicz
- Roman Bergman
- Maks Bergman
- Rubin Bergman
- Haskiel Morgenstern
- Sonia Pomeranc z d. Lipiner
- Erna Salomon z d. Lipiner
- Chaja Lipiner z d. Morgenstern
- Ignacy Lipiner